# Kiss You All Over
"Kiss You All Over" é uma canção da banda americana Exile, que alcançou o primeiro lugar na parada de sucessos da Billboard, no ano de 1978.

## A versão de No Mercy
"Kiss You All Over" é o quarto single do álbum My Promise, lançado pelo trio de europop No Mercy em 21 de Julho de 1997. A canção obteve moderado sucesso na Europa e Estados Unidos, alcançando posições melhores na Áustria (#13) e Reino Unido (#16). Nos Estados Unidos conseguiu a posição #80 na Billboard Hot 100, mas em 1998 alcançou o primeiro lugar na parada dance americana. Foi o último single do No Mercy a obter um maior sucesso comercial nas paradas musicais.

### Faixas
CD Maxi single
| N.º | Título                           | Duração |  |
| 1.  | "Kiss You All Over" (Radio Edit) | 4:28    |  |
| 2.  | "Bonita" (Radio Edit)            | 3:53    |  |
| 3.  | "Kiss You All Over" (Club Mix)   | 5:50    |  |
| 4.  | "Bonita" (Club Mix)              | 7:06    |  |

Reino Unido - CD single
| N.º | Título                            | Duração |  |
| 1.  | "Kiss You All Over" (Radio Edit)  |         |  |
| 2.  | "Kiss You All Over" (Club Mix)    |         |  |
| 3.  | "Wher Do You Go" (U.S. Radio Mix) |         |  |
| 4.  | "Please Don't Go" (Radio Edit)    |         |  |

E.U.A. - Extended Club Mixes CD single
| N.º | Título                                              | Duração |  |
| 1.  | "Kiss You All Over" (Johnny Vicious "Ova" Club Mix) | 10:13   |  |
| 2.  | "Kiss You All Over" (Spike Club Mix)                | 6:34    |  |
| 3.  | "Kiss You All Over" (Johnny Vicious "Ova" Dub)      | 8:10    |  |
| 4.  | "Kiss You All Over" (Spike Dub)                     | 5:45    |  |
| 5.  | "Kiss You All Over" (Radio Mix)                     | 4:28    |  |

E.U.A. - Mixshow Edits 12" single
| N.º | Título                                            | Duração |  |
| 1.  | "Kiss You All Over" (Johnny Vicious Mixshow Edit) | 5:29    |  |
| 2.  | "Kiss You All Over" (Johnny Vicious Radio Edit)   | 4:05    |  |
| 3.  | "Kiss You All Over" (Spike Mixshow Edit)          | 5:19    |  |
| 4.  | "Kiss You All Over" (Spike Radio Edit)            | 3:49    |  |

E.U.A. - Kiss U All Ova 12" single
| N.º | Título                        | Duração |  |
| 1.  | "Kiss U All Ova" (Main Mix)   |         |  |
| 2.  | "Kiss U All Ova" (Dub)        |         |  |
| 3.  | "Kiss U All Ova" (Percapella) |         |  |

### Posições nas paradas musicais
| Parada musical (1997/1998)                 | Melhor posição |
| ------------------------------------------ | -------------- |
| Alemanha - Germany Top 100 Singles         | 40             |
| Austrália - ARIA Charts                    | 47             |
| Áustria - Ö3 Austria Top 40                | 13             |
| Bélgica - Ultratop (Flandres)              | 43             |
| Estados Unidos - Billboard Hot 100         | 80             |
| Estados Unidos - Hot Dance Music/Club Play | 1              |
| Nova Zelândia - RIANZ                      | 44             |
| Países Baixos - MegaCharts                 | 30             |
| Reino Unido - UK Singles Chart             | 16             |
| Suíça - Schweizer Hitparade                | 33             |